# Paul Haeberlin

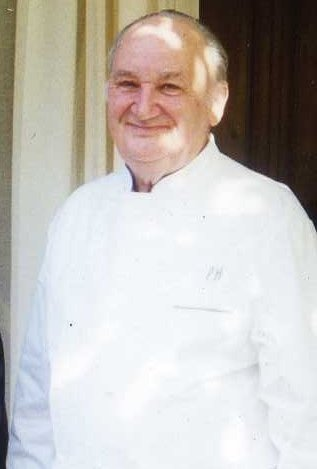
Paul Haeberlin 2000

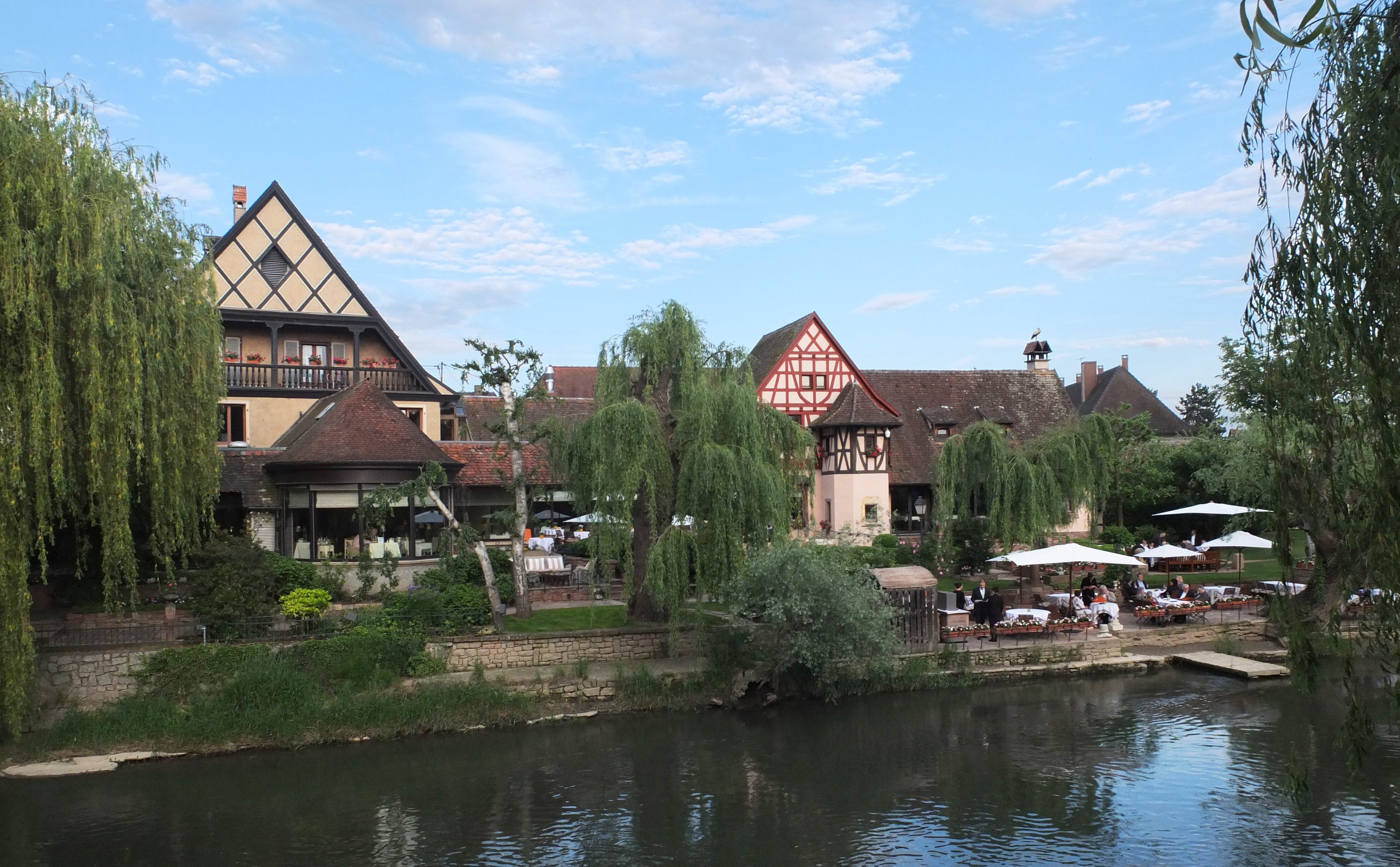
Auberge de l'Ill

Paul Haeberlin (* 24. November 1923 in Illhaeusern; † 10. Mai 2008 ebenda) war ein französischer Koch.

## Leben
1950 eröffnete Paul Haeberlin zusammen mit seinem Bruder Jean-Pierre (1925–2014) ein Restaurant in Illhaeusern im Elsass. Dieses war bereits vor dem Zweiten Weltkrieg als L'Arbre vert ein Restaurant, wurde aber beim Einmarsch der Wehrmacht 1940 zerstört.
1952 erhielt Paul Haeberlin seinen ersten Michelin-Stern, fünf Jahre später folgte der zweite und ab 1967 wurde das von ihm gegründete Restaurant L'Auberge de l'Ill mit drei Sternen ausgezeichnet, die es bis 2018 hielt. 
Das Restaurant wird seit 1976 von seinem Sohn Marc geführt. Gemeinsam mit Paul Bocuse befand sich die Familie Haeberlin seit Jahrzehnten auf den ersten Plätzen in den französischen Gastronomieführern. Die Küche der Auberge de l'Ill ist klassisch französisch, sie gilt dabei als bodenständig und in der Region verwurzelt.
Viele Köche aus Deutschland und Österreich machten im Laufe ihres Berufslebens Station bei den Haeberlins, unter ihnen Eckart Witzigmann, der 1965 bei den Haeberlins wichtige Impulse für seine Küche erhielt. 1978 nannte Witzigmann sein eigenes Restaurant Aubergine - der Name leitete sich von L'Auberge de l'Il ab. Auch Hans Haas arbeitete 1982 bei Haeberlin.

## Auszeichnungen
- Ab 1967 bis 2018: Drei Michelinsterne für die L'Auberge de l'Ill in Illhäusern
- 1994 wurde er von Valéry Giscard d’Estaing zum Ritter der Ehrenlegion geschlagen.[7]